# Gudivada (mandal)
Gudivada là một trong 50 mandal thuộc huyện Krishna, bang Andhra Pradesh. The mandal is bounded by Pedaparupudi, Nandivada, Mandavalli, Mudinepalle, Gudlavalleru, Pamarru mandals of Krishna district.